# Postholder
En postholder betegnede siden 1700-tallet en person, der efter en aftale med postvæsenet stod for befordringen af breve og pakker over en større strækning. Postholdere red med egne heste og drev ofte også krovirksomheder, som kom til også at fungere som postholderier Kontrakten med postvæsenet indebar ofte også personbefordring med postvogne som f.eks. diligencer.
Postholdere var herre over postriddere og postillonere.